# 老屯乡
老屯乡，是中华人民共和国贵州省黔东南苗族侗族自治州台江县下辖的一个乡镇级行政单位。

## 行政区划
老屯乡下辖以下地区：
榕山村、稿仰村、白土村、长滩村、望虎屯村、岩脚村、辣子村、老屯村、羊屯村、工农村、排略村、南匠村、报效村、岩寨村、岑邦村、阶薅村、南你村、翁农村、坝场村和皆洼村。

## 中国传统村落
2013年8月，长滩村被评为第二批中国传统村落。